# Сахасрара
Сахасрара (санск. सहस्रार, превод „лотос са хиљаду латица”) или крунска чакра је седма основна чакра према традицији хиндуистичког тантризма.
Симболично је приказана као вишебојни љубичасти лотос са хиљаду латица.
Сматра се да је положај ове чакре не на нивоу тела већ на трансценденталној равни, па се не сматра једном од оснивних чакри.

## Опис

### Изглед
Сахасрара је описана као цвет лотоса са 1000 латица различитих боја. Ове латице су распоређене у 20 слојева, сваки слој са отприлике 50 латица. Перикарп је златне боје, а унутар њега се налази кружни месечев предел исписан светлосним троуглом, који може бити окренут или према горе или према доле. 

## Функција
Често се назива лотосом са хиљаду хектара, кажу да је то најсуптилнија чакра у систему, која се односи на чисту свест, а управо из ове чакре потичу све остале чакре. Када је јогин способан да подигне своју кундалини (енергију свести) до ове тачке, доживљава се наводно Нирвикалпа самади стање. 

## Асоцијација са телом
Сахасрара је повезана са круном главе. Обично је повезана са фонтанелом и пресеком короналних и сагиталних шавова лобање. Разни извори је повезују са епифизом, хипоталамусом или хипофизом иако се они често повезују и са Аџна чакром. 

## Алтернативни називи
- У Тантри: Адхомука Махападма, Амлана Падма, Дашашатадала Падма, Панкађа, Сахасрабђа, Сахасраччада Паникађа, Сахасрадала, Сахасрадала Адхомука Падма, Сахасрадала Падма, Сахасрапатра, Сахасрара, Сахасрара Амбуђа, Сахасрара Махападма, Сахасрара Падма, Сахасрара Сароруха, Ширас Падма, Шуда Падма, Вјома, Вјомамбођа.
- У Ведама (касне Упанишаде): Акаша чакра, Капаласампута, Сахасрадала, Сахасрара, Сахасрара Камала (Панкађа или Падма), Стхана, Вјома, Вјомамбуђа.
- У Пуранама: Парама, Сахасрадала, Сахасрапарна Падма, Сахасрапатра, Сахасрара, Сахасрара Камала (Парикађа или Падма), Шантјатита, Шантјатита Пада
- У Агни јога учењима, Брахмарандра се често назива „звоно“.[2]